# Ozmózis

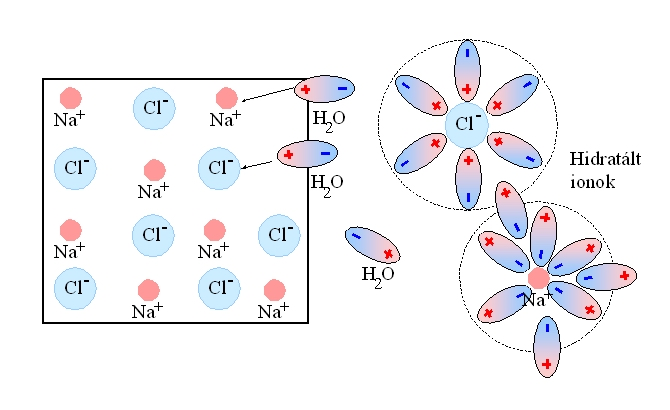
Hidratált ionok képződése

Az ozmózis egy olyan folyamat, melyben az oldószer két, féligáteresztő membránnal elválasztott, különböző koncentrációjú oldat között áramlik. Az oldószer a hígabb oldatból a töményebb felé vándorol. Az ozmózis megáll, ha a két oldat koncentrációja egyenlővé válik, vagy ha kellő nyomás helyeződik a hártya nagyobb koncentrációjú oldalán lévő oldatra.

## Az ozmózis mechanizmusa
Az oldatokban az oldódó részecskék – molekulák, ionok – oldószer-molekulákat kötnek meg maguk körül, azaz szolvatálódnak (a vizes rendszerekben ezt a folyamatot hidratációnak nevezik). 
Ha híg az oldat, akkor az oldott részecskék körül szabadon kialakul a szolvátréteg és marad szabad oldószer-molekula, amely nem tartozik a szolvátburokhoz. A szolvatált részecskék – amelyeknek a mérete többszöröse mind az oldószer, mind pedig a nem szolvatált részecskék méretének – a diffúziós mozgás közben együtt mozognak a szolvátburokkal, egy mozgó egységet képeznek.
Az oldatokban az oldott anyagok a teljes térfogatban igyekeznek a teret homogénen betölteni, hasonlóan, mint ahogy a gázok a rendelkezésre álló tér egyenletes kitöltésére törekednek. Ha ezt nem akadályozza semmi, akkor ez a homogenizálódás diffúzió útján valósulhat meg. A nem homogén – tehát inhomogén, vagy heterogén – rendszerben a komponensek kémiai potenciálja a hely függvényében nem azonos, ezért önként olyan folyamatok játszódnak le, amelyek az oldatokban és a gázokban is a komponensek egyenletes eloszlásához vezethetnek (transzportjelenség).

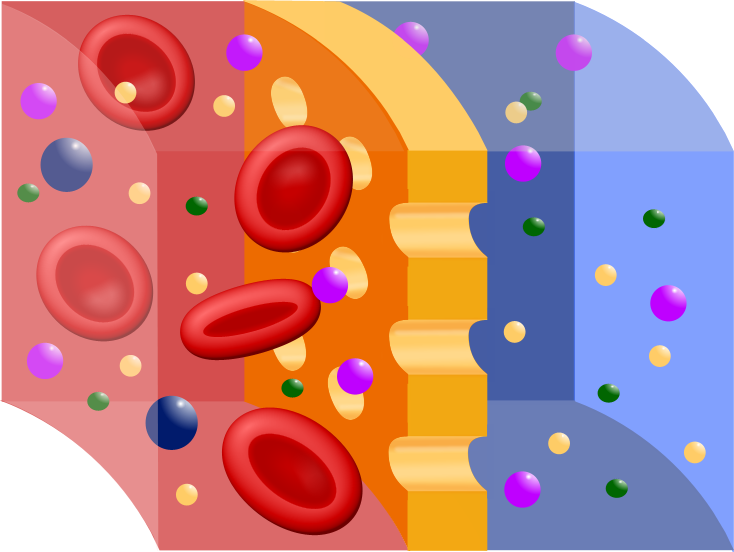
A féligáteresztő, sárga színű membránon csak a kisebb méretű részecskék juthatnak át

A részecskék mozgását akadályozza az oldatot és a tiszta oldószert (vagy hígabb oldatot) elválasztó féligáteresztő hártya, aminek következtében csak a kisebb méretű részecskék (az oldószer molekulái) képesek a féligáteresztő rétegen átjutni, a nagy átmérőjű szolvatált részecskék viszont nem. Az ilyen hártyával elválasztott oldatoknál a termodinamika miatt, a koncentrációjuk kiegyenlítése végett az oldószer részecskéi a hígabb oldatból a töményebb felé áramlanak.

## Az ozmózis oka
Az ozmózis oka az, hogy kémiai potenciálkülönbség van az egymással érintkező két oldat komponensei között és az önként végbemenő kiegyenlítődés folyamán a részecskék méretviszonyai miatt a kisebb koncentrációjú oldat felől több oldószer-molekula jut időegység alatt a féligáteresztő hártyán keresztül a töményebb oldatba, mint onnét vissza a hígabb oldatba. Ennek az egyensúlyra vezető folyamatnak az eredményeként az oldott anyag kémiai potenciálja a töményebb oldatban csökken (a vízé pedig nő), a kisebb koncentrációjú oldatban pedig az oldott anyag kémiai potenciálja megnő (a vízé pedig csökken).

## Az ozmózisnyomás és a fordított ozmózis

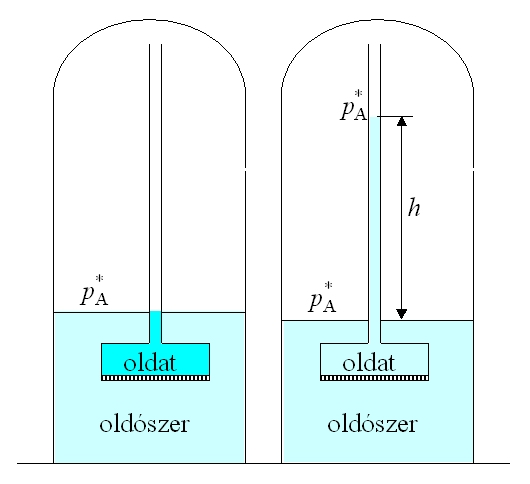
Az ozmózis következtében az oldat folyadékszintje emelkedik, a koncentrációja csökken

Az ozmózis következtében a nagyobb koncentrációjú oldat „felhígul”, térfogata megnő

Megakadályozható ez az önként végbemenő folyamat, ha az oldat felől kellően nagy nyomással az oldószer-molekulákat a féligáteresztő hártyán keresztül visszakényszerítjük a kisebb koncentrációjú oldatba. Ha a nyomás éppen akkora, hogy időegység alatt mindkét irányba ugyanannyi oldószer molekula halad át a féligáteresztő membránon, akkor kialakul egy dinamikus egyensúly. Azt a nyomást, amit ki kell fejteni, hogy ez a dinamikus egyensúly megvalósuljon, ozmózisnyomásnak nevezzük.
Ha a nyomás nagyobb, mint az egyensúlyt biztosító nyomás, akkor az oldószer ellentétes irányú áramlása alakul ki, ezt a jelenséget nevezzük fordított ozmózisnak.
Az ozmózisnyomás nagysága kiszámítható hidrosztatikai nyomás mérésével, a mellékelt ábrán látható kísérleti berendezésben. Az oldószer bejutása az oldatfázisba térfogat-növekedést okoz, ennek következményeként az edény függőleges csövében a folyadékszint fokozatosan emelkedik (ΔH). Ebből adódóan a folyadékoszlop nyomása ellene hat az oldószer beáramlásának. A folyadékszint a csőben addig emelkedik, ameddig a hidrosztatikai nyomás egyenlővé nem válik az ozmózisnyomással:
{\displaystyle \pi =\rho gh\ .}
Az összefüggésben:
π az ozmózisnyomás, Pa
ρ az oldat sűrűsége, kg/m³
g a földi nehézségi gyorsulás, 9,81 m/s²
h a folyadékoszlop magassága, m
Ha a készülék zárt térben van, akkor e tér telítődik az oldószer gőzével. A gőznyomáscsökkenés törvénye alapján az oldat felett – jelen esetben a cső felső részében – az oldat gőznyomása (pA) kisebb, mint a tiszta oldószer gőznyomása (pA*). Ha a féligáteresztő hártyán keresztül beáll az ún. ozmotikus egyensúly, akkor a gőztérben is egyensúlynak kell lenni. Ehhez az szükséges, hogy a tiszta oldószerből származó gőz nyomása h magasságban ugyanakkora legyen, mint az oldatból származó oldószergőz nyomása az oldat felszínén. Az oldószer feletti gőznyomás a magasság függvényében a pA* értékről a pA-ra csökken a barometrikus nyomáscsökkenés törvényének
{\displaystyle p_{\mathrm {A} }=p_{\mathrm {A} }^{*}\,e^{-M_{\mathrm {A} }gh/RT}}
megfelelően. Logaritmizálva a kifejezést és a fenti ozmózisnyomást behelyettesítve a
{\displaystyle \mathrm {ln} {\frac {p_{\mathrm {A} }}{p_{\mathrm {A} }^{*}}}=-{\frac {M_{\mathrm {A} }gh}{RT}}}
kifejezést kapjuk, amiből az ozmózisnyomás:
{\displaystyle \pi ={\frac {RT\rho }{M_{\mathrm {A} }}}\mathrm {ln} {\frac {p_{\mathrm {A} }^{*}}{p_{\mathrm {A} }}}\ .}
A kifejezésekben:
pA az oldat feletti gőznyomás, Pa
pA* a tiszta oldószer feletti gőznyomás, Pa
MA Az oldószer moláris tömege, kg/mol
R egyetemes gázállandó, 8,314 J/mol·K
T hőmérséklet, K
π ozmózis nyomás, Pa
Az ozmózisnyomásra kapott kifejezés egyszerűbb alakra hozható, ha az oldatok gőznyomására vonatkozó
{\displaystyle p_{A}=x_{\mathrm {A} }p_{\mathrm {A} }^{*}}
Raoult-törvény alapján pA-t behelyettesítjük, és felhasználjuk a moltörtekre vonatkozó:
{\displaystyle x_{\mathrm {A} }=1-x_{\mathrm {B} },\mathrm {valamint} \ \mathrm {ln} (1-x_{\mathrm {B} })\approx -x_{\mathrm {B} }\ }
kifejezéseket (ha xB „elegendően kicsi”):
{\displaystyle \pi ={\frac {RT\rho }{M_{\mathrm {A} }}}x_{\mathrm {B} }\ .}
A kifejezésekben:
xA az oldószer móltörtje
xB az oldott anyag móltörtje
MA az oldószer moláris tömege, kg/mol

## van 't Hoff-törvény

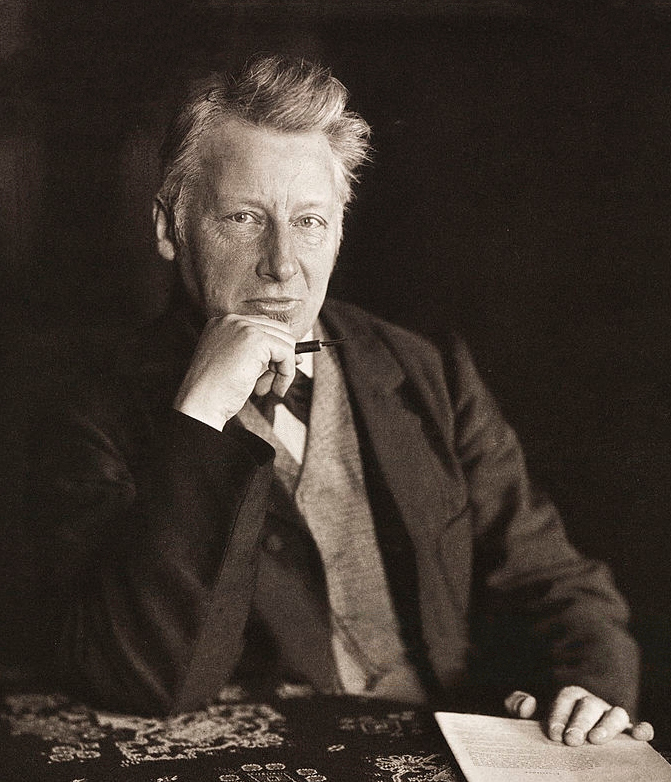
Jacobus Henricus van 't Hoff (1852 – 1911) holland kémikus

Híg oldatok esetén a móltört és a molaritás között fennáll a
{\displaystyle x_{\mathrm {B} }={\frac {c_{\mathrm {B} }M_{\mathrm {A} }}{\rho }}}
összefüggés, amit behelyettesítve az ozmózisnyomásra a következő kifejezést kapjuk:
{\displaystyle \pi =c_{\mathrm {B} }RT\ ,}
c molaritás, mol/m³.
A moláris koncentráció reciprokát hígításnak nevezzük. Ennek segítségével az ozmózisnyomás
{\displaystyle \pi V=RT\ }
alakban is felírható, ami nagyon hasonló a tökéletes gázokra vonatkozó általános gáztörvényhez. Bármely anyag ozmózisnyomása ugyanakkora, mint a gáz nyomása ugyanazon a hőmérsékleten, ha az oldatban rendelkezésre álló teret gáz alakban töltené ki. E törvény az ozmózisnyomásra vonatkozó van 't Hoff-törvény.

## Az ozmózis gyakorlati szerepe
Az ozmózisnyomásnak fontos gyakorlati jelentősége van például az élő szervezetekben. A növényi és állati sejtek jelentős része vizes oldat, amelyet olyan féligáteresztő (szemipermeábilis) hártya vesz körül, amely a vizet átengedi, a nedvekben oldott más anyagokat nem. Vízbe helyezve a sejtet az ozmózisnyomás következtében a víz behatol a sejtbe, a sejt megduzzad, esetleg szét is szakad. Ilyen folyamat eredménye például az érett gyümölcsök széthasadása sok eső esetén. A növényi nedvek ozmózisnyomása a 20 bart is elérheti. Ez teszi lehetővé, a nedvesség – s vele együtt a tápanyag – felszívódását a magas növények csúcsáig.
Az állati és az emberi szövetek sejtjeiben az ozmózisnyomás 8 bar körüli, s a szervezet igyekszik ezt állandó értéken tartani. Az állati sejteknek rugalmas a sejtmembránjuk, de ha azokat a sejtnedvnél kisebb ozmózisnyomású (hipotóniás) oldatba helyezzük, megduzzadnak, esetleg szétpattannak. Ha viszont a környező oldat ozmózisnyomása nagyobb (hipertóniás), akkor a sejt vizet veszít és zsugorodik. A túl sós ételek azért okoznak szomjúságot, mert a szervezet vízfelvétellel igyekszik a nagy ozmózisnyomás hatását csökkenteni. Az emberi szervezet sejtjeinek oldatai a 0,9% (m/m) nátrium-klorid oldattal azonos ozmózisnyomásúak (izotóniás oldatok), ezért használnak ún. fiziológiás NaCl-oldatot injekcióhoz, infúzióhoz és a gyógyászat más területén.
Nagyon fontos a szerepe az ozmózisnak a vér tisztítása, a hemodialízis terén. A dializátor nevű szűrőben kering a vér, a szűrőben levő speciális kapillárisok külső oldalán pedig egy testhőmérsékletre felmelegített, a vérnek megfelelő összetételű speciális sóoldat, az ún. dializáló oldat, és ebbe jutnak át a két teret elválasztó membránon keresztül a vérből a salakanyagok. A sóoldat állandóan cserélődik és mindig magával viszi, kimossa a méreganyagokat.
A membrán anyaga különböző lehet, kezdetben vékony celofánt használtak, ma a sokkal jobb szintetikus membránokat (poliszulfon, poliakril-nitril stb.) részesítik előnyben. A salakanyagok a dializátor kapillárisainak membránján szűrődnek ki, melyen nagyszámú finom lyuk van. Ezeken a kisméretű lyukakon a sók, a víz és méreganyagok átjutnak, de a nagyméretű anyagok és vérsejtek nem.
Számos ipari technológia, például a víz sótalanítása, a cukorgyártás elméleti alapját jelenti az ozmózisjelenség és vele összekapcsolódva a diffúziós folyamat.